# Anthrax snowi
Anthrax snowi är en tvåvingeart som beskrevs av Marston 1970. Anthrax snowi ingår i släktet Anthrax och familjen svävflugor.
Artens utbredningsområde är Arizona. Inga underarter finns listade i Catalogue of Life.